# Eugeniusz Ścibor
Eugeniusz Aleksander Ścibor (ur. 9 listopada 1929 w Kolnie koło Augustowa, zm. 17 maja 2003 w Warszawie) – polski profesor informatologii, jeden z najwybitniejszych teoretyków języków informacyjno-wyszukiwawczych.

## Życiorys
Studiował romanistykę na Uniwersytecie Warszawskim. Ponad 30 lat pracował w Instytucie Informacji Naukowej, Technicznej i Ekonomicznej. Był profesorem na Uniwersytecie Warmińsko-Maurskim. Tam też kierował samodzielnym Zakładem Bibliotekoznawstwa i Informacji Naukowej na Wydziale Humanistycznym.
W 1973 roku uzyskał stopień doktora, broniąc pracę pt. Systemy klasyfikacji dokumentów na tle rozwoju piśmiennictwa i jego wykorzystania.
Był twórcą strukturalnej typologii JIW, którą zawarł w swojej pracy habilitacyjnej (opublikowanej w 1982 roku) pt. Typologia strukturalna języków informacyjnych. Zajmował się również tematyką normalizacji i terminologii oraz metodologią informatologii.

## Ważniejsze publikacje
- PATIN; polsko-angielski tezaurus informacji naukowej. Instytut Informacji Naukowej, Technicznej i Ekonomicznej, 2001. Brak numerów stron w książce
- Eugeniusz Ścibor (red.): Informacja naukowa w Polsce: tradycja i współczesność. Olsztyn: Wydawnictwo WSP, 1998. Brak numerów stron w książce
- Metodyka budowy tezaurusów. Warszawa: IINTE, 1995. Brak numerów stron w książce
- Wybrane zagadnienia teorii języków informacyjnych / Eugeniusz Ścibor. Olsztyn: Wyższa Szkoła Pedagogicza. Wydawnictwo, 1998. Brak numerów stron w książce